# Florin Cezar Ouatu
Florin Cezar Ouatu, znany także jako Cezar, czyt. Czezar (ur. 18 lutego 1980 w Ploeszti) – rumuński piosenkarz, pianista, reprezentant Rumunii podczas 58. Konkursu Piosenki Eurowizji w 2013 roku.

## Dzieciństwo i edukacja
Urodził się w rodzinie flecisty, nauczyciela na Uniwersytecie Mozarteum w Salzburgu. Zaczynał grę na fortepianie w wieku 6 lat. Ukończył szkołę "Carmen Silva" w Ploeszti oraz Konserwatorium w Mediolanie, gdzie poznawał przede wszystkim muzykę barokową. Podczas studiów we Włoszech zdał przedmiot ze śpiewu klasycznego w stylu bel canto na najwyższe oceny. 
W 2001 roku dostał się do Akademii Muzycznej im. Giuseppe Verdiego w Mediolanie, którą ukończył w 2004 roku. W 2003 roku wygrał nagrodę dla Najlepszego kontrtenora podczas Międzynarodowego Konkursu Śpiewackiego im. Francisco Viñasa. W 2007 roku Cezar zadebiutował w operze La Fenice w Wenecji. Od tamtego czasu występował w sztukach związanych z operą barokową.

## Kariera muzyczna
W grudniu 2012 roku Ouatu wydał swój pierwszy pop operowy singiel „Cinema Paradiso”. W lutym 2013 roku został zakwalifikowany do stawki półfinałowej krajowych eliminacji eurowizyjnych Selecția Națională 2013 z utworem „It’s My Life” jako jeden z 32 uczestników wybranych spośród wszystkich propozycji nadesłanych do siedziby lokalnego nadawcy publicznego. Piosenkarz wystąpił w pierwszym półfinale selekcji i zakwalifikował się do finału, w którym zdobył ostatecznie największe poparcie jurorów i telewidzów, dzięki czemu został reprezentantem Rumunii podczas 58. Konkursu Piosenki Eurowizji.
16 maja zaprezentował się jako ostatni, 17. w kolejności w drugim półfinale konkursu i z piątego miejsca awansował do finału (w tym z pierwszego w rankingu telewidzów), w którym zajął ostatecznie 13. miejsce z 65 punktami na koncie. 
Tydzień po udziale w Konkursie Piosenki Eurowizji, tj. 25 maja, Ouatu wystąpił u boku Andrei Bocellego i Angeli Gheorghiu podczas koncertu w Romexpo w Rumunii, po którym nawiązał współpracę z greckim muzykiem, Vangelisem.